# Piwonice-Kolonia
Piwonice-Kolonia – południowa część miasta Kalisza, włączona w granice administracyjne Kalisza 31 grudnia 1963 z gminy Piwonice.
Rozpościera się w rejonie ulicy Rzymskiej, na wysokości ulicy Toporowej.
Zobacz też: Piwonice, Piwonice-Wschód, Piwonice-Zachód.